# The Paul Daniels Magic Show
The Paul Daniels Magic Show va ser un espectacle de màgia britànic presentat per l'animador i mag Paul Daniels que fou emès per BBC One del 9 de juny de 1979 al 18 de juny de 1994. L'ajudant de Daniels durant el programa va ser Debbie McGee, amb qui es va casar el 1988. En el punt àlgid de la dècada de 1980, el programa va atreure regularment xifres de 15 milions d'espectadors i es va vendre a 43 països.

## Transmissions

### Programes originals
| Programa | Data d'estrena         | Data de fi             | Episodis |
| -------- | ---------------------- | ---------------------- | -------- |
| 1        | 9 de juny de 1979      | 22 de juny de 1979     | 4        |
| 2        | 13 de setembre de 1980 | 18 d'octubre de 1980   | 6        |
| 3        | 26 de setembre de 1981 | 28 de novembre de 1981 | 6        |
| 4        | 2 d'octubre de 1982    | 20 de novembre de 1982 | 8        |
| 5        | 15 d'octubre de 1983   | 3 de desembre de 1983  | 8        |
| 6        | 1 de setembre de 1984  | 20 d'octubre de 1984   | 8        |
| 7        | 7 de setembre de 1985  | 9 de novembre de 1985  | 10       |
| 8        | 6 de desembre de 1986  | 14 de febrer de 1987   | 9        |
| 9        | 2 de gener de 1988     | 27 de febrer de 1988   | 9        |
| 10       | 7 de gener de 1989     | 25 de febrer de 1989   | 8        |
| 11       | 6 de gener de 1990     | 24 de febrer de 1990   | 8        |
| 12       | 5 de gener de 1991     | 2 de març de 1991      | 9        |
| 13       | 11 de gener de 1992    | 7 de març de 1992      | 9        |
| 14       | 2 de gener de 1993     | 27 de febrer de 1993   | 9        |
| 15       | 2 d'abril de 1994      | 18 de juny de 1994     | 9        |

### Especials
| Data                   | Títol                                         |
| ---------------------- | --------------------------------------------- |
| 31 de desembre de 1977 | (Especial produït per Granada TV)             |
| 22 de desembre de 1979 | Christmas Special                             |
| 25 de desembre de 1980 | The Paul Daniels Magic Christmas Show         |
| 25 de desembre de 1981 | Paul Daniels Magical Christmas                |
| 25 de desembre de 1982 | The Paul Daniels Magic Christmas Show         |
| 26 de desembre de 1983 | The Paul Daniels Magic Christmas Show         |
| 25 de desembre de 1984 | The Paul Daniels Magic Christmas Show         |
| 6 d'abril de 1985      | The Paul Daniels Magic Easter Show            |
| 26 de desembre de 1985 | The Paul Daniels Magic Christmas Show         |
| 27 de desembre de 1986 | The Paul Daniels Magic Christmas Show         |
| 31 d'octubre de 1987   | Paul Daniels Live at Hallowe'en               |
| 26 de desembre de 1987 | The Paul Daniels Magic Christmas Show         |
| 31 d'octubre de 1988   | Paul Daniels Live at Hallowe'en               |
| 26 de desembre de 1988 | The Paul Daniels Magic Christmas Show         |
| 26 de desembre de 1989 | The Paul Daniels Magic Show                   |
| 24 de desembre de 1990 | The Paul Daniels Magic Show Christmas Edition |
| 22 de març de 1991     | The First Ten Years                           |
| 28 de desembre de 1991 | The Paul Daniels Magic Show Festive Edition   |
| 24 de desembre de 1992 | The Paul Daniels Magic Show Festive Edition   |
| 28 de desembre de 1993 | The Paul Daniels Christmas Magic Show         |

### Compilacions
| Data               | Títol                                               |
| ------------------ | --------------------------------------------------- |
| 12 d'abril de 1982 | The Best of Paul Daniels 1981                       |
| 4 d'abril de 1983  | The Best of Paul Daniels 1982                       |
| 3 d'abril de 1984  | The Best of Paul Daniels                            |
| 3 de gener de 1985 | Paul Daniels Magic Moments - Best of Series 6       |
| 5 de maig de 1986  | Paul Daniels Million Pound Magic - Best of Series 7 |

### Paul Daniels Secrets

#### Especial
| Data                   | Títol           |
| ---------------------- | --------------- |
| 29 de desembre de 1994 | Secrets Festive |

#### Temporades
| Temporades | Data d'inici           | data de finalització | Episodis |
| ---------- | ---------------------- | -------------------- | -------- |
| 1          | 15 de novembre de 1995 | 17 de gener de 1996  | 8        |